# Ruivães e Novais
Ruivães e Novais (oficialmente: União das Freguesias de Ruivães e Novais) é uma freguesia portuguesa do município de Vila Nova de Famalicão, com 4,55 km² de área e 2807 habitantes (censo de 2021). A sua densidade populacional é 616,9 hab./km².

## História
Foi criada aquando da reorganização administrativa de 2012/2013, resultando da agregação das antigas freguesias de Ruivães e Novais.

## Demografia
A população registada nos censos foi:
| Distribuição da População por Grupos Etários | Distribuição da População por Grupos Etários | Distribuição da População por Grupos Etários | Distribuição da População por Grupos Etários | Distribuição da População por Grupos Etários | Distribuição da População por Grupos Etários |
| -------------------------------------------- | -------------------------------------------- | -------------------------------------------- | -------------------------------------------- | -------------------------------------------- | -------------------------------------------- |
| Antes da agregação                           |                                              |                                              |                                              |                                              |                                              |
| Ano                                          | 0-14 anos                                    | 15-24 anos                                   | 25-64 anos                                   | >= 65 anos                                   | Total                                        |
| 2001                                         | 524                                          | 479                                          | 1678                                         | 334                                          | 3015                                         |
| 2011                                         | 436                                          | 348                                          | 1740                                         | 477                                          | 3001                                         |
| Após a agregação                             |                                              |                                              |                                              |                                              |                                              |
| Ano                                          | 0-14 anos                                    | 15-24 anos                                   | 25-64 anos                                   | >= 65 anos                                   | Total                                        |
| 2021                                         | 298                                          | 308                                          | 1548                                         | 653                                          | 2807                                         |